# 뷰 카메라

기본 뷰 카메라 용어

뷰 카메라(view camera)는 렌즈를 통과한 빛이 곧바로 초점면에 맺혀서, 초점스크린에 맺힌 상을 통해 구도를 확인한 후 초점면에 필름홀더를 장착해서 촬영을 하는 카메라이다. 시트필름을 사용하며, 시차가 없고, 촬영중에는 화면을 볼 수 없으며, 무브먼트가 가능하다는 점이 특징이다. 일반적으로 4X5인치 이상의 필름 포맷을 사용한다. 보이는 상은 정확히 필름의 상과 동일하며 노출 중에 보이는 화면을 대체한다.
이 카메라의 종류는 다게레오타이프(1840년대~1850년대) 시대에 최초로 개발되었으며 오늘날에도 여전히 사용되고 있으나 수많은 부분이 정제되었다.

## 같이 보기
- 대형 카메라